# オルフェウス室内管弦楽団
オルフェウス室内管弦楽団（Orpheus Chamber Orchestra）はアメリカ合衆国の小編成のオーケストラ。

## 概要
弦楽器16名、管楽器10名の計26名を基本とする構成である。チェリストのジュリアン・ファイファーを中心に1972年に創設された。ニューヨーク州を拠点として、カーネギー・ホールで定期的に演奏会を開催し、数多くの録音を残してきた。指揮者なしで秀逸な合奏力を発揮している。バロック音楽から現代音楽までレパートリーは幅広いが、とりわけロマン派音楽の解釈で有名である。2度グラミー賞を受賞した。